# تام جیمز (بازیکن فوتبال اهل ولز)
تام جیمز (انگلیسی: Tom James؛ زادهٔ ۱۵ آوریل ۱۹۹۶) بازیکن فوتبال اهل بریتانیا است.
از باشگاه‌هایی که در آن بازی کرده است می‌توان به باشگاه فوتبال کاردیف سیتی اشاره کرد.